# リチャード・ウィンザー
リチャード・ウィンザー（Richard Winsor, 1982年1月4日 - ）は、イングランドの俳優兼ダンサーである。シアター作品、映画、TVシリーズに出演している。

## 経歴
ウィンザーは1982年に、イギリスのノッティンガムシャーにあるレットフォードで生まれた。家族には姉ルエラ(Louella)と弟トーマス(Thomas)がいる。弟のトーマス・ウィンザーは2015年から俳優として活躍している
。
また、母はノッティンガムにダンス・スクールを持っていたため、最初にダンスを試したのは4歳か5歳頃だった。その後は成長するとともに、興味がスポーツに向っていったため、ノッティンガムシャーのワークショップ・カレッジとランビー・ハウスで教育を受けて、1998年から2001年までセントラル・スクール・オブ・バレエで、そしてギルドホール音楽演劇学校で訓練を受けた。
セントラル・スクール・オブ・バレエの3年生の時に、バレエ・セントラルに所属してツアーを行った。イレク・マカメドフの指示のもとでサドラーズ・ウェルズのキーロフ・マスタークラスでダンスを行った。最終学年で、ベジャール・バレエと共にサドラーズ・ウェルズで『ボレロ』を、ロイアル・オペラ・ハウスで『One Touch of Venus』のパフォーマンスを行った。そして卒業してAMPのオーディションを成功のうちに終えた。
ダンス・カンパニーAMPのクラスを受講した後に、マシュー・ボーンからの依頼でAMPに所属して2001年にAMP制作『ザ・カーマン』のＵＳツアーに参加した。このツアーは2002年までフランスと日本を含んだものであった。
2003年に、アレクサンダー・マクイーンのファッション・ショーである『Spring 2004 Ready-to-Wear』にダンサー兼モデルとして出演した。
マシュー・ボーンのプロダクションであるAMPとニュー・アドヴェンチャーズの元で数作品で主演を行った。2004年にはナショナル・シターで『Play Without Words』の制作に協力した。この上演は好評を持って迎えられて、後に2個のオリヴィエ賞を受賞した作品となった。
2005年に ティム・バートン監督の映画『シザーハンズ』を題材とした ダンス作品『エドワード・シザーハンズ』に主役として出演し、2008年には、オスカー・ワイルドの小説、『ドリアン・グレイの肖像』を基とした現代版のダンス作品『ドリアン・グレイ』でタイトル・ロールを演じた。
2010年に、『マシュー・ボーンの白鳥の湖』でザ・スワン/ザ・ストレインジャーを演じた。この作品『マシュー・ボーンの白鳥の湖』はイングランドで驚異的な成功を収めてニュー・ヨークと東京を含んだワールド・ツアーを行った。そしてサドラーズ・ウェルズで特別撮影を行った後に3D、DVDとしてリリースされた。
メアリー・シェリーのゴシック小説『フランケンシュタイン』を原作としたローリー・サムソン版『フランケンシュタイン』のモンスター役として、2008年にストレート・プレイのデビューをした。
2010年、映画『ストリートダンス TOP OF UK』にトーマス役で主人公の一人を、2011年ＴＶドラマ『Hollyoaks』にてフランシス神父を演じ、舞台外でも活動の範囲を広げている。また、2014年1月から2017年4月にかけてBBCの連続TVドラマ『カジュアルティ』のケイレブ・ナイト役のTV出演で有名になった。
2013年7月にマシュー・ボーンのダンス作品『ドリアン・グレイ』に出演するために来日した。この公演はドリアン・グレイ役が日本人ダンサーの大貫勇輔とダブル・キャストによるものであった。
2018年にウィンザーは、ショー・プロダクション『サタディー・ナイト・フィーヴァー』にトニー・マネーロ役で出演した。

## 出演作品

### 舞台
| 上演年      | 題名 原題                                                                | 役名 原表記                                            | ディレクター                        | 備考                                                                                           |
| ----------- | ------------------------------------------------------------------------ | ------------------------------------------------------ | ----------------------------------- | ---------------------------------------------------------------------------------------------- |
| 2001 - 2002 | ザ・カーマン The Car Man                                                 | Various                                                | マシュー・ボーン (Matthew Bourne)   | US tour and Tokyo tour (AMP)                                                                   |
| 2002 - 2004 | くるみ割り人形 Nutcracker                                                | リコリス・オールソート Licorice allsort                | マシュー・ボーン                    | Sadler's Wells and US tour (New Adventures)                                                    |
| 2002 - 2005 | プレイ・ウィズアウト・ワーズ Play Without Words                          | アンソニー Anthony                                     | マシュー・ボーン                    | Littleton Theatre, Royal National Theatre, UK tour, Tokyo, US tour and Russia (New Adventures) |
| 2003        | スピットファイア Spitfire                                                | ダンサー Dancer                                        | マシュー・ボーン                    | Dance Umbrella Bithday Gala (New Adventures)                                                   |
| 2003        | アレキサンダー・マックイーン 2004年春シーズン The Alexander McQueen Show | Dancer/Model                                           | マイケル・クラーク (Michael Clarke) | Parisian dance hall (Paris Fashion Week)                                                       |
| 2005 - 2007 | エドワード・シザーハンズ Edward Scissorhands                             | エドワード・シザーハンズ Edward Scissorhands           | マシュー・ボーン                    | UK tour, Sadler's Wells, Seoul, Tokyo and US tour (New Adventures) (1990映画:シザーハンズ)     |
| 2007        | ザ・カーマン The Car Man                                                 | アンジェロ/ロッコ Angelo/Rocco                         | マシュー・ボーン                    | UK tour and Sadler's Wells (New Adventures)                                                    |
| 2008        | フランケンシュタイン Frankenstein                                        | モンスター Monster                                     | ローリー・サムソン (Laurie Sansom)  | Royal&Derngate Northampton,Royal Play House Northampton                                        |
| 2008        | ドリアン・グレイ Dorian Gray                                             | ドリアン・グレイ Dorian Gray                           | マシュー・ボーン                    | Edinburgh int festival (New Adventures)                                                        |
| 2009        | ドリアン・グレイ Dorian Gray                                             | ドリアン・グレイ Dorian Gray                           | マシュー・ボーン                    | Sadlers Wells, Moscow, Italy and UK (New Adventures)                                           |
| 2009 - 2010 | 白鳥の湖 Swan Lake                                                       | ザ・スワン/ザ・ストレインジャー The Swan /The Stranger | マシュー・ボーン                    | Sadler's Wells, UK tour, Tokyo and NY (New Adventures)                                         |
| 2012        | プレイ・ウィズアウト・ワーズ Play Without Words                          | アンソニー Anthony                                     | マシュー・ボーン                    | Sadler's Wells and UK tour (New Adventures)                                                    |
| 2013        | ドリアン・グレイ Dorian Gray                                             | ドリアン・グレイ Dorian Gray                           | マシュー・ボーン                    | オーチャードホール (ホリプロ)                                                                  |
| 2018        | サタディー・ナイト・フィーヴァー Saturday Night Fever                    | トニー・マネーロ Tony Manero                           | ビル・ケンライト (Bill Kenwright)   | (1977映画:サタデー・ナイト・フィーバー) UK and Ireland tour                                    |

### 映画
| 公開年 | 題名 原題                                 | 役名 原表記                                           | 備考                          |
| ------ | ----------------------------------------- | ----------------------------------------------------- | ----------------------------- |
| 2010   | ストリートダンス TOP OF UK StreetDance 3D | トーマス Tomas                                        |                               |
| 2012   | 白鳥の湖Swan Lake                         | ザ・スワン/ザ・ストレインジャー The Swan/The Stranger |                               |
| 2013   | Eve                                       | John                                                  | (Short Film) カンヌ国際映画祭 |

### TVドラマとTVシリーズ
| 放映年     | 題名 原題                                         | 役名 原表記                                                                       | 備考                                      |
| ---------- | ------------------------------------------------- | --------------------------------------------------------------------------------- | ----------------------------------------- |
| 2003       | マシュー・ボーンのくるみ割り人形 Nutcracker!      | リコリス・オールソート Liquorice Allsort                                          | (TV Movie)                                |
| 2011       | ホーリーオークス Hollyoaks                        | フランシス神父/ネイサン・ハーカー Father Francis / Nathan Harker                  | (TV Series) 全24話出演                    |
| 2011       | マシュー・ボーンの世界 Matthew Bourne's Christmas | Various (Spitfire, Play Without Words,The Infernal Galop,The Car Man,Dorian Gray) | Ross MacGibbon Channel4/360 degree studio |
| 2014- 2017 | カジュアルティ Casualty                           | ケイレブ・ナイト Caleb Knight                                                     | (TV Series) 全123話出演                   |

### MV
| 年   | タイトル | アーティスト                 | 役名      | ディレクター  |
| ---- | -------- | ---------------------------- | --------- | ------------- |
| 2008 | A&E      | ゴールドフラップ (Goldfrapp) | Dancer    | Dougal Wilson |
| 2009 | The Fear | リリー・アレン (Lily Allen)  | Male Lead | Jake Polonsky |